# Рыково (Костромская область)
Рыково — деревня в Чухломском муниципальном районе Костромской области. Входит в состав Петровского сельского поселения

## География
Находится в северной части Костромской области на расстоянии приблизительно 18 км на восток-северо-восток по прямой от города Чухлома, административного центра района на левом берегу реки Вига.

## История
В 1872 году здесь было учтено 35 дворов, в 1907 году — 36.

## Население
Постоянное население составляло 139 человек (1872 год), 127 (1897), 124 (1907), 6 в 2002 году (русские 100 %), 3 в 2022.